# Alsodes montanus
Az Alsodes montanus a kétéltűek (Amphibia) osztályának békák (Anura) rendjébe és az Alsodidae családba tartozó faj.

## Előfordulása
Az Alsodes montanus Chile endemikus faja, bár lehetséges, hogy Argentínában is megtalálható. Chile középső részén Santiago de Chilétől 35 km-re északkeletre, Farellonesben figyelték meg 2300–3000 m tengerszint feletti magasságban. Természetes élőhelye a mérsékelt égövi bozótosok és folyók. A fajt élőhelyének elvesztése fenyegeti.